# Viktor Țîhankov
Viktor Vitaliiovîci Țîhankov (în ucraineană Віктор Віталійович Циганков; n. 15 noiembrie 1997, Nahariia, Districtul de Nord, Israel) este un fotbalist ucrainean care evoluează pe post de mijlocaș ofensiv sau lateral pentru Girona în La Liga și la echipa națională de fotbal a Ucrainei.

## Cariera pe echipe

### Dinamo Kiev
Născut în Nahariya, Israel, unde tatăl său Vitalii Țîhankov a jucat fotbal, Tsyhankov s-a mutat în Ucraina când era foarte mic. Țîhankov este un produs al sistemelor academice Nîva Vinnîțea și Dinamo Kiev. Primul său antrenor a fost Mîkola Zahoruiko.
A debutat în Premier Liga ucraineană pentru Dinamo pe 14 august 2016 împotriva lui FC Stal Kamianske. În timpul sezonului 2018–19, Țîhankov a fost recunoscut drept jucătorul lunii în Premier League ucraineană de trei ori — martie 2018, decembrie 2018, și aprilie 2019.

### Girona
Pe 17 ianuarie 2023, Țîhankov s-a alăturat lui Girona în La Liga, semnând un contract până în iunie 2027 cu clubul spaniol. Transferul presupunea o sumă de 5 milioane de euro, cu o clauză de vânzare de 50% în favoarea lui Dinamo Kiev.

## Cariera la națională
Țîhankov a primit prima convocare la naționala Ucrainei pentru preliminariile pentru Campionatul Mondial de Fotbal 2018 împotriva Turciei și Kosovo în octombrie 2016, dar nu a apărut în niciunul dintre meciuri. Și-a făcut debutul în meciul de calificare al Ucrainei la Cupa Mondială împotriva Finlandei în luna noiembrie a anului următor, intrând în minutul 83.

## Palmares
Dinamo Kiev
- Premier League ucraineană: 2020–21
- Cupa Ucrainei: 2019–20, 2020–21
- Supercupa Ucrainei: 2018, 2019, 2020

Individual
- Cel mai bun talent de aur (3): 2016 (U-19), 2017 (U-21), 2018 (U-21)
- Fotbalistul ucrainean al anului: 2018
- Jucătorul anului din Premier League ucraineană: 2018–19
- Fotbalistul anului din Premier League ucraineană: 2020
- Jucătorul lunii din Premier League ucraineană (3): 2017–18 (martie), 2018–19 (decembrie), 2018–19 (aprilie)